# Lasius chambonensis
Espèce
Lasius chambonensis est une espèce fossile d'insectes hyménoptères fourmi du genre Lasius.

## Classification
L'espèce Lasius chambonensis est décrite en 1935 par le paléontologue français Nicolas Théobald (1903-1981),. 

### Fossiles
L'holotype R07245 ♂, de l'ère Cénozoïque, et des époques Pliocène et Pléistocène (8,7 à 1,806 Ma.) vient de la collection Piton du Muséum national d'histoire naturelle de Paris et des cinérites du lac Chambon dans le Puy-de-Dôme.

### Citation
Cette espèce a aussi été citée en 1976 par C. Civet,.

## Description

### Caractères
L'échantillon est une aile antérieure, hyaline, à nervures assez bien conservées, d'une longueur de 8,5 mm et de 3,3 mm de largeur.

### Affinités
Par la disposition des nervures, la forme subpentagonale, elle est identique à Lasius crispus N. THÉOBALD de Joursac, mais elle s'en distingue par ses nervures non crêpues et une taille plus petite..

### Publication originale
- [1935] L. Piton et N. Théobald, « La faune entomologique des gisements Mio-Pliocènes du Massif Central. », Revue des Sciences Naturelles d'Auvergne, Vol. 1, Fasc. 2,‎ 1935, p. 65-104, 5 pl. (DOI 10.5281/ZENODO.25694).